# Телеканал Кнессета
Телеканал Кнессета (ивр. ערוץ כנסת‎, «аруц ха-кнесет»; с 2018 года официлально называется просто «Кнессет») — общественный израильский наземный канал, транслирующий заседания израильского парламента (Кнессета). Кроме того, на канале есть некоторые другие программы, касающиеся работы израильского парламента. Передачи ведутся на иврите.
До создания канала Кнессета в 2004 году передачи Кнессета производились Управлением радиовещания Израиля, и транслировались на канале 33.
Канал доступен через цифровое наземное вещание и через открытый спутник. Его также ретранслируют в телеабонентских компаниях: цифровой кабельный Хот канал 99, аналоговый кабельный Хот канал 41, канал YES 99. Детали спутникового приема:
- Орбитальное положение: 4° з. д. (спутник Amos 3)
- Центральная частота: 11,625 МГц
- Поляризация: Вертикальная
- Коэффициент сигнала: 3000
- ТЭК: 3/4
- Азимут на спутник: 236° (в Израиле).
- Высота над спутником: 34,1° (в Израиле)

Канал также доступен в Интернете. Сегодня канал управляется RGE, а до 2020 года — Израильской новостной компанией.

## Ведущие
- Дэниел Бен-Симон
- Том Сегев